# جنگی برای پایان دادن به تمام جنگ‌ها
جنگی برای پایان دادن به تمام جنگ‌ها (انگلیسی: The war to end all wars) عبارتی است که برای اشاره به جنگ جهانی اول (۱۹۱۴–۱۹۱۸) به‌کار می‌رفت. این عبارت در اصل مفهومی آرمانگرا داشت، ولی امروزه غالباً به شکل کنایی به کار می‌رود.
این عبارت از عنوان مقاله‌ای اثر اچ.جی. ولز گرفته شد و به‌سرعت به‌یکی از معمول‌ترین تکیه‌کلام‌ها در جنگ جهانی اول بدل شد.